# کوه بر
نام کوهی به اسم  بُر کوهی است در جنوب ناحیه‌ کرمستج از توابع بخش مرکزی شهرستان لارستان استان فارس در جنوب ایران.
ارتفاع این کوه از سطح دریا ۲٬۲۲۵ متر است.

## محصولات
محصولات عمل‌آمده در پیرامون این کوه عبارت است از:
- قارچ صدفی.
- انغوزه.
- بنه.
- آویشن.
- مرو تلخ.
- پونه.
- اسطوقدوس (گیاهی خوشبو که با چای مصرف می‌شود).
- خاکشیر.
- مرو تلخ.
- کیون.
- بادام کوهی.
- مرو خوش.

وغیره، در زمان قدیم از هیزم این درختان برای پخت و پز و برای تدفئه خانه‌هاشان استفاده می‌کرده‌اند، احیاناً از تنه این درختان زغال نیز می‌ساخته‌اند.
- بر روی این کوه ۱۰ (آب انبار) و اتاق وجود دارد که کوهنوردان از آن استفاده می‌کنند.